# 鮑爾德點 (佛羅里達州)
鮑爾德點（英語：Bald Point）是位於美國佛羅里達州富蘭克林縣的一個非建制地區。該地的面積和人口皆未知。

## 地理
鮑爾德點的座標為29°56′52″N 84°20′29″W / 29.94778°N 84.34139°W，而該地的平均海拔高度為1米（即3英尺）。